# (4357) Korinthos
(4357) Korinthos es un asteroide perteneciente al cinturón de asteroides, descubierto el 29 de septiembre de 1973 por Cornelis Johannes van Houten en conjunto a su esposa también astrónoma Ingrid van Houten-Groeneveld y el astrónomo Tom Gehrels desde el Observatorio del Monte Palomar, Estados Unidos.

## Designación y nombre
Designado provisionalmente como 2069 T-2. Fue nombrado Korinthos en homenaje Corinto la capital de Corintia en Grecia.

## Características orbitales
Korinthos está situado a una distancia media del Sol de 3,002 ua, pudiendo alejarse hasta 3,206 ua y acercarse hasta 2,797 ua. Su excentricidad es 0,068 y la inclinación orbital 10,51 grados. Emplea 1899 días en completar una órbita alrededor del Sol.

## Características físicas
La magnitud absoluta de Korinthos es 11,8. Tiene 18,36 km de diámetro y su albedo se estima en 0,086.